# Museum Tinguely

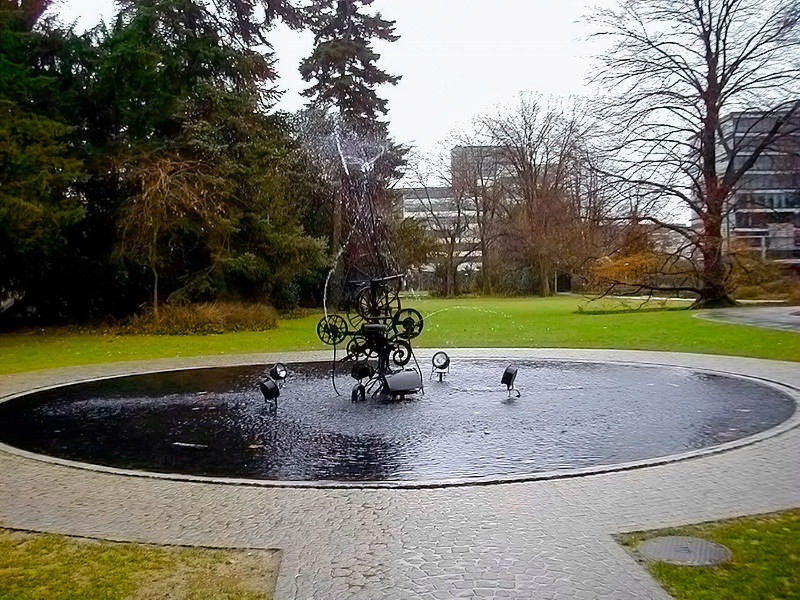
Fontein Jean Tinguely voor het museum

Het museum met sculptuur van Bernhard Luginbühl

Museum Tinguely toont het werk van de Zwitserse kunstenaar Jean Tinguely (1925-1991).

## Locatie
Het museum ligt in het Solitudepark op de rechter Rijnoever in Bazel (Zwitserland).
Het museumgebouw is ontworpen door de Zwitserse architect Mario Botta en werd in 1996 geopend. De bouw is mogelijk geweest dankzij een gift van het Zwitserse farmacieconcern Hoffmann-La Roche aan de stad Bazel.

## Collectie
De permanente collectie van het museum biedt een brede selectie van het werk van Tinguely uit alle fases van zijn leven en geeft een uitgebreid overzicht van de door hem gecreëerde werken: sculpturen, installaties en reliëfs. Daarnaast bevinden zich in de verzameling: tekeningen, schetsen, documenten, tentoonstellingsaffiches, catalogi en vele foto's.
De museumcollectie is voor een groot deel afkomstig van een schenking door de weduwe van Tinguely, Niki de Saint Phalle, en uit de Collectie Roche.

## Exposities
Het museum organiseert bovendien een tentoonstellingsprogramma gewijd aan Tinguely's voorbeelden Marcel Duchamp en Kurt Schwitters, zijn tijdgenoten Bernhard Luginbühl, Niki de Saint Phalle en Yves Klein (die ook aan vele van zijn projecten hebben meegewerkt) en hedendaagse kunstenaars met betrekking tot de kinetische kunst.